# Margaret Hamilton Storey
Pour les articles homonymes, voir Storey.
Margaret Hamilton Storey (31 juillet 1900 - 18 octobre 1960) est une conservatrice de musée, herpétologiste et ichtyologue américaine. Elle travaille pour le musée d'histoire naturelle de l'université Stanford pendant plus de 25 ans.

## Biographie
Margaret Storey est née à San Francisco, en Californie, dans une famille instruite. Son père, Thomas Margaret Storey, est le fondateur de l'école de santé de l'université Stanford. Storey fréquente l'université Cornell, obtenant un A.B. en 1922 et obtient sa maîtrise en 1936 à l'université Stanford. Elle commence à travailler au musée d'histoire naturelle de Stanford d'abord comme bénévole, mais en 1940, elle obtient une « nomination au personnel régulier ». Storey travaille à la fois comme conservatrice au musée et comme bibliothécaire de la collection de livres zoologiques. Elle travaille en étroite collaboration avec George Sprague Myers, supervisant la conservation. Elle édite également le Stanford Ichthyological Bulletin et Occasional Papers. Elle travaille au musée pendant plus de vingt-cinq ans.
Margaret Storey collectionne des spécimens herpétologiques dans les déserts du sud-ouest des États-Unis, dans les montagnes Rocheuses et dans le Maine. Elle contribue à des notes, des informations et des corrections pour des livres sur les reptiles et les amphibiens,. Elle décrit plusieurs espèces de poissons, dont Bascanichthys paulensis, Harengula majorina et Callechelys perryae, et, avec Myers, Hesperomyrus fryi.
Une espèce de gecko cubain, Sphaerodactylus storeyae, et une espèce de blennie à trois nageoires, Axoclinus storeyae, sont nommées en son honneur,. Storey et Meyers sont également très impliqués dans le club de zoologie de Stanford, qui remonte aux années 1890, et dans un club d'ichtyologie appelé Fishverein.
Margaret Storey est également la seule femme chronométreur d'athlétisme de l'Amateur Athletic Union (AAU) du pays pendant vingt-six ans.
Margaret Storey meurt après une opération chirurgicale le 18 octobre 1960. Un prix, remis au meilleur coureur de l'équipe des Cardinals de Stanford, porte son nom.

## Publications
- (en) Margaret Storey, 1937, « The Relation Between Normal Range and Mortality of Fishes due to Cold at Sanibel Island, Florida ». Ecology, vol. 18, n. 1, p. 10-26. DOI 10.2307/1932700. JSTOR:1932700. PMC 5822641. PMID 29466976.
- (en) Margaret Storey, 1939, « Contributions toward a revision of the Ophichthyid eels. 1, The genera Callechelys and Bascanichthys, with descriptions of new species and notes on Myrichthys ». Stanford Ichthyological Bulletin, vol. 1, n. 3.